# الیسا مایناردی
الیسا مایناردی (ایتالیایی: Elisa Mainardi؛ ‏ ۲۷ ژوئیهٔ ۱۹۳۰ – ۸ مهٔ ۲۰۱۶) بازیگر اهل ایتالیا بود.
از فیلم‌هایی که در آن نقش داشته می‌توان به هفت بی‌غیرت ارجمند، شب بزرگ، شب‌های پرحرارت پوپیا، ساتیریکون فلینی، رم، کازانووای فلینی، مالابیمبا – بدکاره بدخواه، زنان زندانی بند ۷، زنان روستایی کم‌حرف، کاترین و من، ... و فقط پیترو آرتینو نجات پیدا کرد، با یک دست در جلو و دست دیگر پشت… اشاره کرد.